# اولریش پاپکه
اولریش پاپکه (آلمانی: Ulrich Papke؛ زادهٔ ۴ مهٔ ۱۹۶۲) قایقران کانو اهل آلمان بوذ.